# Metabolic supermice
I metabolic supermice (inglese per "supertopi metabolici") sono dei topi modificati geneticamente per avere una sovraespressione di PEP-CK fosfoenolpiruvato carbossichinasi che arriva ad essere 100 volte superiore al normale. La caratteristica di questi topi transgenici è quella di essere 10 volte più attivi dei topi normali e di resistere molto di più agli sforzi. Metabolizzano prevalentemente acidi grassi, mangiano il doppio rispetto al normale e pesano di meno. Risulta inoltre che essi siano più longevi (vivono tre anni di più) e a livello muscolare producono poco acido lattico. Questi topi mostrano inoltre un'incrementata aggressività.